# 鍋割山 (東京都)
鍋割山（なべわりやま）は、東京都青梅市と西多摩郡奥多摩町との境界にある標高1,084mの山である。別名、芥場ノ頭（あくばのかしら）。

## 名義
鍋割山（なべわりやま、なべわりさん）は遠くからみると「鍋を半分に割ったような形状」のため呼ばれるようになったといわれており、この名称の山は日本列島各地に遍在する（岩手県奥州市、群馬県前橋市、東京都青梅市、神奈川県秦野市、熊本県天草市）。本来は近くに位置する大岳山がその形状であったためそう呼ばれていたのだが、大岳山の名前が普及したため代わりに近くに位置する現在の頂上が鍋割山と呼ばれるようになったといわれている。

## 周辺の山
- 大岳山（1,266m）
- 御岳山（929m）